# Рыжик посевной
Ры́жик посевно́й (лат. Camēlina satīva) — одно- или двулетнее травянистое растение, типовой вид рода Рыжик семейства Капустные (Brassicaceae). В литературе и интерент-источниках часто встречается под устаревшими синонимичными названиями Рыжик кавка́зский (лат. Camelina caucasica), Рыжик ярово́й, Рыжик волосистый (лат. Camelina pilosa).

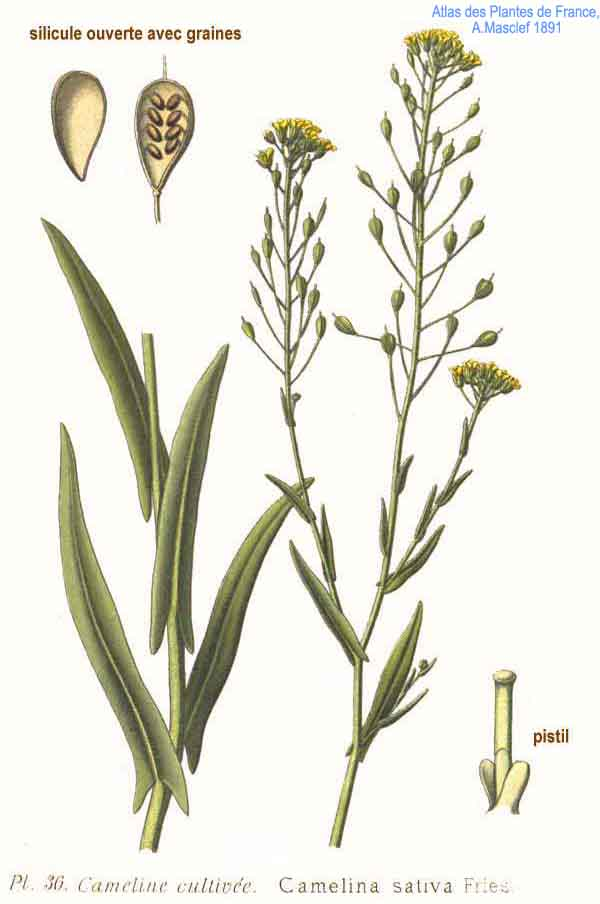

## Ботаническое описание
Растение высотой 30—80 см с прямостоячим простым или ветвистым в верхней части стеблем, почти голым или слегка опушённым, покрытым короткими двураздельными и в меньшей части более длинными простыми волосками.
Листья немногочисленные, редкопосаженные, сидячие, ланцетной формы, с острыми концами, цельнокрайные или иногда слабо зубчатые, у основания стреловидные, в длину достигают до 10 см, шириной 2—15 мм.
Соцветие образует удлиняющиеся кисти. Чашелистики длиной около 3 мм продолговатые и тупые, лепестки жёлтого оттенка длиной около 5 мм клиновидно-продолговатые и закруглённые на верхушке.
Плоды сидят на тонкой цветоножке, сильно отклонённой от стебля. Плод — стручочек грушевидной формы, около 10 мм длиной, около 5 мм шириной, со значительно выпуклыми толстыми стенками, имеющими узкий плоский край. Семена овальной формы, рыжевато-бурого цвета, около 2 мм длиной и 1 мм шириной.
Цветение проходит в мае, плодоношение идёт в июне. Опыляется насекомыми.

## Распространение и экология
Распространено в Гималаях, в Западных и Северных районах Китая, в Монголии, Корее, Японии, в Северной Америке и в Австралии. Встречается во многих регионах России, в том числе в европейской части, на Урале, в Западной и Восточной Сибири, на Дальнем Востоке. Однако на территории России распространилось как заносное растение. Вид включён в ботанический атлас растений Ленинградской области.
Как сегетальные и рудеральные растения заселяют посевы, обочины дорог и пустыри у жилья. Отмечены на равнинных территориях и в нижнем поясе гор.

## Значение и применение
Вид возделывается как масличная культура для получения рыжикового масла. Масло пригодно для употребления в пищу, приготовления лаков, красок и для живописи, входит в состав дегтярного мыла. В связи со снижением экспортных отгрузок рыжика и невысокими потребностями внутреннего рынка, посевные площади под эту культуру сократились с 54 тысяч га в 2020 году до 37,6 тысячи га в 2023 году, что составляет менее 0,3 % от площади, занятой посевами подсолнечника (около 10 млн. га в 2022 году).
Питательная ценность зелёной массы высокая, но на пастбище растение поедается плохо, в сене лучше. Жмых вреден для скота, в особенности для беременных маток. При откармливании им свиней мясо приобретает неприятный запах.
Химический состав растения находящегося в разных фазах указан ниже:
| Что анализировалось | Фаза        | Воды (в %) | От абсолютного сухого вещества в % | От абсолютного сухого вещества в % | От абсолютного сухого вещества в % | От абсолютного сухого вещества в % | От абсолютного сухого вещества в % | Источник                 |
| Что анализировалось | Фаза        | Воды (в %) | золы                               | протеина                           | жира                               | клетчатки                          | БЭВ                                | Источник                 |
| ------------------- | ----------- | ---------- | ---------------------------------- | ---------------------------------- | ---------------------------------- | ---------------------------------- | ---------------------------------- | ------------------------ |
| Трава               | Бутонизация | 70,0       | 23,0                               | 32,0                               | 3,0                                | 22,0                               | 20,0                               | Попов, Томмэ и др., 1944 |
| —                   | Цветение    | 65,0       | 16,3                               | 19,1                               | 2,0                                | 32,6                               | 30,0                               | Попов, Томмэ и др., 1944 |

Медоносное растение.

## Классификация

### Таксономия[11]
Camelina sativa Crantz, 1762, Stirp. Austr. Fasc. 1: 17
Вид Рыжик посевной относится к роду Рыжик (Camelina) семейства Капустные (Brassicaceae) порядка Капустоцветные (Brassicales). Кладограмма в соответствии с Системой APG IV по состоянию на июнь 2023 года:
|  |                                      |  |                                   |                                   |                     |  | ещё 16 семейств | ещё 16 семейств |                |  |  |  | еще 7 подтвержденных видов и 5 видов, ожидающий подтверждения |
|  |                                      |  |                                   |                                   |                     |  | ещё 16 семейств | ещё 16 семейств |                |  |  |  | еще 7 подтвержденных видов и 5 видов, ожидающий подтверждения |
|  |                                      |  |                                   | порядок Капустоцветные            |                     |  |                 |                 | род Рыжик      |  |  |  |                                                               |
|  |                                      |  |                                   | порядок Капустоцветные            |                     |  |                 |                 | род Рыжик      |  |  |  |                                                               |
|  | отдел Цветковые, или Покрытосеменные |  |                                   |                                   | семейство Капустные |  |                 |                 | Рыжик посевной |  |  |  |                                                               |
|  | отдел Цветковые, или Покрытосеменные |  |                                   |                                   | семейство Капустные |  |                 |                 |                |  |  |  |                                                               |
|  |                                      |  | ещё 63 порядка цветковых растений | ещё 63 порядка цветковых растений |                     |  |                 | ещё 354 рода    | ещё 354 рода   |  |  |  |                                                               |
|  |                                      |  |                                   | ещё 63 порядка цветковых растений |                     |  |                 |                 | ещё 354 рода   |  |  |  |                                                               |

### Синонимы
- Adyseton dentatum  G.Don
- Alyssum dentatum  Willd.
- Alyssum myagrum  Wibel
- Alyssum sativum  Scop.
- Alyssum sativum  Sm.
- Camelina ambigua  Besser  ex  Steud.
- Camelina caucasica  (Sinskaya)  Vassilcz.
- Camelina crepitans  Kusn.
- Camelina glabrata  (DC.)  Fritsch
- Camelina glabrata  (DC.)  Fritsch  ex  N.W.Zinger
- Camelina hirsuta  Bernh.
- Camelina microcarpa subsp. pilosa  (DC.)  Jáv.
- Camelina pilosa  (DC.)  N.W.Zinger
- Camelina sagittata  Moench
- Camelina sativa subsp. glabrata  (DC.)  N.W.Zinger
- Camelina sativa subsp. glabrata  N.Zing.
- Camelina sativa subsp. pilosa  (DC.)  N.W.Zinger
- Camelina sativa subsp. sativa  –
- Camelina sativa subsp. zingeri  (Mirek) Smejkal
- Camelina sativa var. caucasica  Sinskaya
- Camelina sativa var. crepitans  Sinskaya
- Camelina sativa var. glabrata  DC.
- Camelina sativa var. pilosa  DC.
- Camelina sativa var. zingeri  Z.Mirek
- Chamaelinum sativum  Host
- Cochlearia sativa  Cav.
- Crucifera camelina  E.H.L.Krause
- Dorella oleifera  Bubani
- Linostrophum sativum  Schrank
- Myagrum sativum  L.
- Thlaspi camelina  Crantz